# Viðfinnr
Viðfinnr (nòrdic antic: "bosc dels finlandesos") és un personatge de la mitologia nòrdica, pare dels germans Hjúki i Bil, home i dona, que segons Gylfaginning varen ascendir des de la Terra per Máni (la personificació de la Lluna) quan van anar a buscar l'aigua de Byrgir.